# Liste der Kulturdenkmale in Grödersby
In der Liste der Kulturdenkmale in Grödersby sind alle Kulturdenkmale der schleswig-holsteinischen Gemeinde Grödersby (Kreis Schleswig-Flensburg) und ihrer Ortsteile aufgelistet (Stand: 14. April 2025).
Die Bodendenkmale sind in der Liste der Bodendenkmale in Grödersby aufgeführt.

## Legende
In den Spalten befinden sich folgende Informationen:
- Objekt-ID: die Nummer des Kulturdenkmales
- Lage: die Adresse des Kulturdenkmales und die geographischen Koordinaten. Kartenansicht, um Koordinaten zu setzen. In der Kartenansicht sind Kulturdenkmale ohne Koordinaten mit einem roten Marker dargestellt und können in der Karte gesetzt werden. Kulturdenkmale ohne Bild sind mit einem blauen Marker gekennzeichnet, Kulturdenkmale mit Bild mit einem grünen Marker.
- Offizielle Bezeichnung: Bezeichnung des Kulturdenkmales
- Beschreibung: die Beschreibung des Kulturdenkmales
- Bild: ein Bild des Kulturdenkmales

## Sachgesamtheiten
| Objekt-ID | Lage                                           | Offizielle Bezeichnung | Beschreibung | Bild |
| --------- | ---------------------------------------------- | ---------------------- | --- | ---- |
| 42803     | Mühlenstraße 1, 3 (54° 38′ 7″ N, 9° 54′ 27″ O) | Mühle Grödersby        | Mühle Grödersby; 19./1. H. 20. Jh.; Mühlenensemble mit reetgedecktem Galerieholländer von 1888 und nebenstehend ehem. Müllerwohnhaus und Wirtschaftsgebäude aus Gelbstein - Begründung: geschichtlich, städtebaulich, Kulturlandschaft prägend - Schutzumfang: Windmühle (Mühlenstraße 3), ehem. Müllerwohnhaus, Wirtschaftsgebäude (Mühlenstraße 1) | BW   |

## Bauliche Anlagen
| Objekt-ID      | Lage                                               | Offizielle Bezeichnung    | Beschreibung | Bild            |
| -------------- | -------------------------------------------------- | ------------------------- | --- | --------------- |
| 24254          | Mühlenstraße 3 (54° 38′ 7″ N, 9° 54′ 27″ O)        | Windmühle                 | Windmühle; 1888; erbaut unter Müllermeister Fr. W. Petersen wohl durch Mühlenbauer Peter Mau; reetgedeckter Galerieholländer mit zwei massiv gemauerten, weiß geschlämmten Sockelgeschossen und blechgedeckter Kappe, ursprünglich mit Steert, 1920 mit Windrose ausgerüstet, Flügel erneuert und zur Wohnmühle umgebaut - Begründung: geschichtlich, Kulturlandschaft prägend - Schutzumfang: Windmühle, - Denkmaltyp: Bauliche Anlage, Sachgesamtheit: Mühle Grödersby | Fotos hochladen |
| 9040 Wikidata  | Mühlenstraße 19 (54° 38′ 14″ N, 9° 54′ 55″ O)      | Bauernhof: Fachhallenhaus | Alteintragung (Aktualisierung vorgesehen) - Begründung: geschichtlich, wissenschaftlich, künstlerisch - Schutzumfang: Alteintragung (Aktualisierung vorgesehen) - Denkmaltyp: Bauliche Anlage | Fotos hochladen |
| 20639 Wikidata | Mühlenstraße 22 – 22a (54° 38′ 15″ N, 9° 55′ 0″ O) | Wohnhaus                  | Wohnhaus; um 1800; eingeschossiger traufständiger Fachwerkbau mit reetgedecktem Halbwalmdach und Knüppelfirst, Straßenseite mit Mitteleingang und Freitreppe, ortsbildprägende Bedeutung, mit Nebengebäude - Begründung: geschichtlich, Kulturlandschaft prägend - Schutzumfang: Wohnhaus, Nebengebäude - Denkmaltyp: Bauliche Anlage | Fotos hochladen |

## Quelle
- Liste der Kulturdenkmale in Schleswig-Holstein – Kreis Schleswig-Flensburg

- Karte mit allen Koordinaten:
- OSM |
- WikiMap